# 李茂盛
李茂盛（1952年1月2日—），是一位臺灣的婦產科學醫師。他以其試管嬰兒及不孕專業著稱。現任中華民國總統府資政與茂盛醫院院長。

## 事蹟
- 1987年-完成全台第二例試管嬰兒[2]。
- 1994年-設立「李茂盛婦產科診所」。
- 2000年-世界首例，以零下206℃超低溫冷凍囊胚成功[3]誕生試管嬰兒。
- 2003年-完成亞洲首例脊椎損傷試管嬰兒[4]成功案例。
- 2004年-成功從囊胚培養出台灣第一株胚胎幹細胞[5]TW1。
- 2009年-籌備規劃茂盛醫院[6](原「李茂盛婦產科診所」)及安馨產後護理之家 （页面存档备份，存于）。
- 2011年-1,232位試管寶寶聚會[7]打破金氏世界紀錄[8]。
- 茂盛醫院，2018年。2013年-茂盛醫院動土施工。

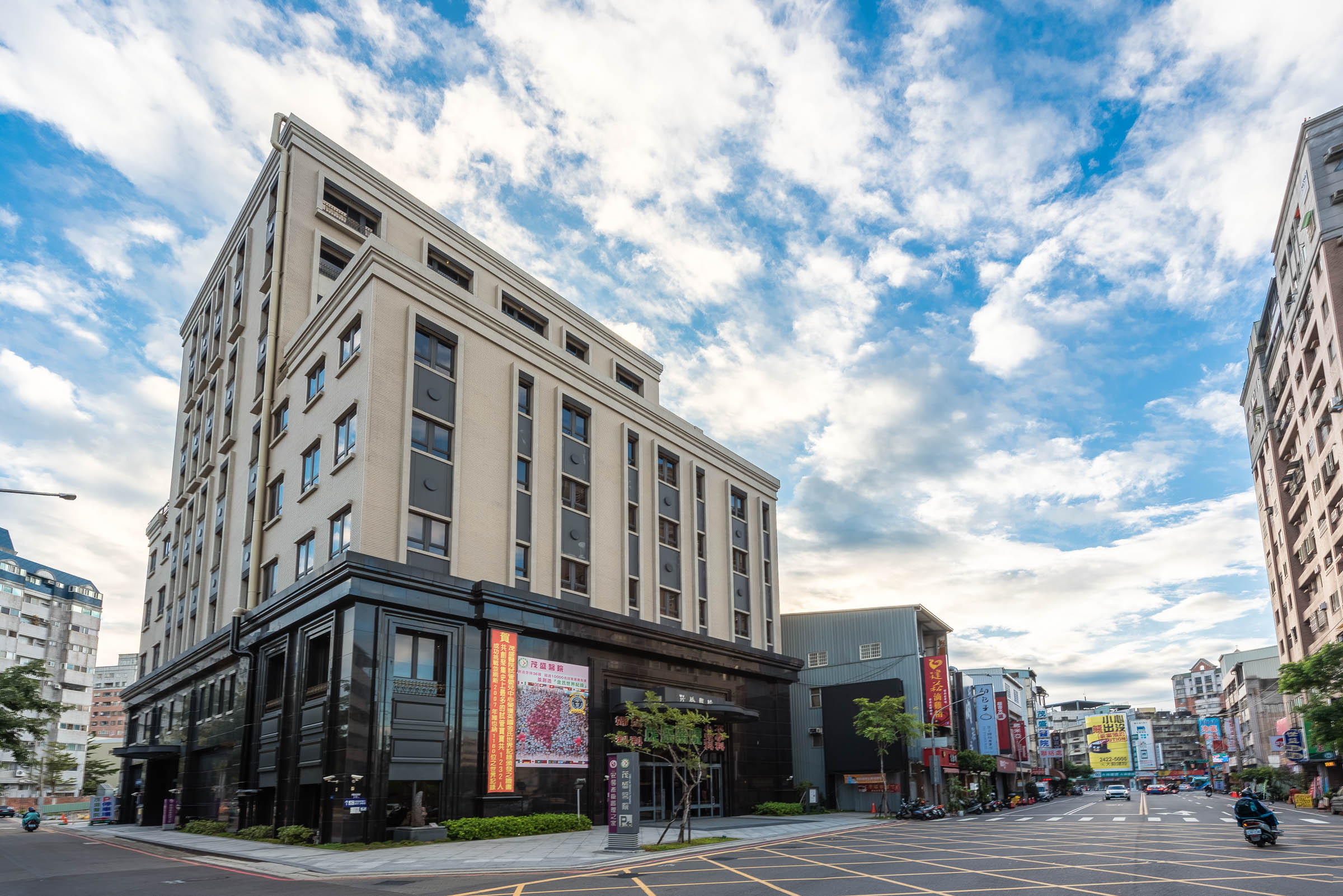
茂盛醫院，2018年。

- 2014年-李茂盛婦產科總活產數突破10000名[9]。
- 2014年-獲頒臺中市傑出人士[10]榮譽獎章。
- 2015年-12月7日原「李茂盛婦產科診所」正式改名「茂盛醫院」
- 2016年-1月14日「茂盛醫院」舉行開業揭幕儀式[11]
- 2017年-科技部核准設置「茂盛生殖醫學中心-竹北生醫院區」
- 2017年-12月積極拓展海外醫療，帶領台灣不孕症醫療走向國際，至今已有20000個海內外家庭受惠。
- 2018年-提出「第四代試管嬰兒 （页面存档备份，存于）」，將PGS基因篩檢結合AI人工智慧，大幅提升懷孕率。
- 2019年-11月3日舉辦「茂盛試管嬰兒博覽會」，現場吸引5000位民眾熱情參與。